# Underwater Cities
Underwater Cities ist ein Brettspiel des Spieleautors Vladimír Suchý für bis zu vier Personen aus dem Jahr 2018. Das Spiel erschien zuerst bei Delicious Games in den Vereinigten Staaten und wurde später international über verschiedene Spieleverlage vertrieben.
2019 wurde es beim Swiss Gamers Award nominiert und auf den ersten Platz gewählt. Beim Deutschen Spielepreis 2019 erreichte es den siebten Platz, zudem wurde es beim International Gamers Award und dem portugiesischen Spielepreis Jogo do Ano nominiert. Beim Kennerspiel des Jahres wurde das Spiel auf die Empfehlungsliste aufgenommen. 2021 gewann es die Kategorie der komplexen Spiele beim MinD-Spielepreis der Hochbegabtenvereinigung Mensa in Deutschland e.V. (MinD).

## Thema und Ausstattung
Bei dem Spiel handelt es sich um ein Brettspiel, bei dem die Mitspieler jeweils ein Netzwerk von Unterwasserstädten aufzubauen und mit verschiedenen Einrichtungen zu versorgen. Sie nutzen dabei jeweils eine Unterwasserkarte, auf der das Netzwerk aufgebaut wird, sowie ein Spielbrett mit verschiedenen Aktionsfeldern, Kartenauslagen und Wertungsleisten für Siegpunkte, Runden und Spielerreihenfolge. Das Spiel kombiniert dabei Elemente verschiedener Spielmechaniken wie Worker Placement, Ressourcenmanegement und Engine Building. Sieger des Spiels ist, wer nach einer festen Rundenanzahl von 10 Runden und drei Produktionsphasen das wertvollste Netzwerk und damit die meisten Siegpunkte erreicht.
Das Spielmaterial besteht neben der Spieleanleitung aus:
- einem doppelseitigen Spielbrett mit drei farblich verschiedenen Aktionsbereichen, Anzeigeleisten für Siegpunkte, Rundenanzeiger und Spielerreihenfolge sowie mehrere Kartenauslagen,
- ein Plättchen „Aktionskopie“,
- einem Runden-Anzeiger,
- vier Spielertableaus mit jeweils einer Karte des Städtenetzes des jeweiligen Spielers,
- vier Spielerübersichtskarten mit den Aufbaukosten für verschiedene Strukturen sowie den Produktionswerten der verschiedenen Bauwerke,
- vier Wertungskarten für die Schlusswertung, je eine in jeder Spielerfarbe,
- drei Decks mit Spielkarten für verschiedene Ären, dabei 66 Karten für Ära 1 und je 57 Karten für Ära 2 und 3,
- 25 Spezialkarten, davon 10 im Wert von 3 Credits,
- 8 Karten mit Regierungsaufträgen,
- 16 Metropolenplättchen, davon 11 blau und 5 braun,
- Credits: Währungsplättchen im Wert von 1, 5 und 10 Credits,
- Ressourcenplättchen, jeweils in Werten von 1 und 3 für
  - Tang,
  - Stahlplastik,
  - Wissenschaft, und
  - Biomasse,
- 4 Plättchen mit Multiplikator 5 und 10 für die Ressourcen,
- 46 doppelseitige Tunnelplättchen,
- 17 weiße (nicht-symbiontische) und 13 rote (symbiontische) Stadtkuppeln,
- je 37 Farm-, Entsalzungsanlagen- und Labormarker,
- je drei Anzeiger je Spielerfarbe (schwarz, orange, blau und violett),
- je drei Aktionsplättchen in den vier Spielerfarben, und
- vier Karten persönlicher Assistent in den vier Spielerfarben.

## Spielweise

### Spielvorbereitung
Zu Beginn des Spiels wird das Spielbrett in der Tischmitte platziert und vorbereitet, dabei wird die Seite entsprechend der Spieleranzahl gewählt. Jeweils ein Anzeiger pro Spielerfarbe wird auf die Siegpunktleiste gelegt, die anderen beiden kommen auf die Anzeige für die Zugreihenfolge und die daneben abgebildete Staatenbundleiste. Der Rundenanzeiger (Ära-Anzeiger) kommt auf die Position der ersten Runde des Rundenanzeigers und das Plättchen „Aktionskopie“ wird auf das dafür vorgesehene Feld gelegt. Die Karten der 1. Ära werden gemischt und als Nachziehstapel auf das Spielfeld gelegt, danach bekommt jeder Spieler je sechs Karten, vor denen er drei Handkarten auswählt und drei auf den Ablegestapel legt. Von den Spezialkarten mit den Kosten von 3 Credits wird je eine aufgedeckt auf den Spielplan gelegt, die restlichen werden aus dem Spiel genommen. Die Spezialkarten mit einem Wert von 1 und 2 Credits werden gemischt und als Nachziehstapel ebenfalls auf dem Spielfeld platziert, die oberste Karte wird aufgedeckt.
Jeder Spieler bekommt ein Spielertableau und platziert auf dieses eine Startstadt. Er bekommt zudem jeweils eine Spielerübersichtskarte, eine Endrundenwertungskarte sowie eine Aktionskarte „Persönlicher Assistent“, die er neben sein Spielertableau platziert, und je drei Aktionsplättchen seiner Farbe. Alle Ressourcen, Anlagen und Stadtkuppeln werden als Ressourcenpool um das Spielfeld platziert. Je nach Spieleranzahl werden die roten symbiontischen Stadtkuppeln entsprechend der Spielanleitung limitiert. Alle Spieler starten mit einem Grundkapital von 2 Credits und jeweils einer Ressource Tang, Stahlplastik und Wissenschaft.

### Spielgeschehen
Das Spiel wird in Runden gespielt, die wiederum zu Ären zusammengefasst werden. Dabei bestehen die erste Ära aus vier und die beiden folgenden Ären aus je drei Runden. Am Ende einer Ära kommt es jeweils zu einer Produktionsphase und die Kartensets werden ausgetauscht, nach der dritten Ära und der nachfolgenden Produktionsphase folgt eine Abschlusswertung.
Die erste Runde beginnt mit einem Startspieler und die folgenden Spieler spielen in der Sitzreihenfolge, diese Startspielreihenfolge wird mit den farbigen Spielermarkern auf der Zugfolgenleiste festgehalten. Für die zweite Runde werden die Marker in unterschiedlicher Reihung auf der Staatenbundleiste platziert und geben damit die potenzielle Zugreihenfolge der nächsten Runde an. Diese kann sich im Lauf der Runde ändern, wenn ein Spieler durch eine entsprechende Aktion in der Staatenbundleiste aufsteigt.
Während der Aktionsphase führen die jeweils aktiven Spieler reihum ihre Spielzüge durch, bei denen sie durch Platzieren eines Aktionsplättchens ihrer Farbe jeweils eine Aktion auf dem Spielplan ausführen und eine Karte von ihrer Hand ausspielen. Durch die Aktionsfelder können die Spieler:
- neue Ressourcen bekommen,
- Stadtkuppeln, Verbindungstunnel und Gebäude bauen und diese aufwerten,
- Positionen auf der Staatenbundleiste aufsteigen,
- neue Karten ziehen und Spezialkarten bekommen, sowie
- Aktionskarten aus der eigenen Auslage aktivieren.

Durch die Aktionen sammeln die Spieler Ressourcen und bauen nach und nach ihr Städtenetzwerk aus. Auf ihrem Spielertableau errichten sie Stadtkuppeln und Versorgungsanlagen (Tangfarmen, Entsalzungsanlagen und Labore) und verbinden die Kuppeln über Tunnelsysteme. Zudem können sie Metropolen anbinden und damit zusätzliche Aktionen aktivieren.
Mit der Platzierung des Aktionsplättchens legt der Spieler jeweils eine Karte aus. Handelt es sich um eine Karte mit einer zu der Farbe der genutzten Aktionsleiste identischen Farbe, kann diese genutzt werden, ansonsten wird sie wirkungslos abgelegt. Die Karten können unterschiedliche Funktionen haben:
- Karten mit sofortiger Wirkung (Blitzsymbol) werden in beliebiger Reihenfolge mit den durch das Aktionsplättchen ausgelösten Aktionen aktiviert,
- Aktionskarten (mit „A“) werden ausgelegt und bei Nutzung einer entsprechenden Aktion einmal pro Ära aktiviert,
- Dauerhafte Effekte (Kettensymbol) werden ausgelegt und aktiviert, wenn eine auf der Karte beschriebene Situation eintritt,
- Produktionskarten (Zahnradsymbol) werden ausgelegt und in jeder Produktionsphase aktiviert, und
- Schlusswertungskarten werden ausgelegt und in der Schlusswertung aktiviert. Hierzu gehören auch die meisten der Spezialkarten, die beim Ausspielen mit den entsprechend angegebenen Credits bezahlt werden müssen.

Nach jedem Zug ziehen die Spieler jeweils eine Karte, zusätzliche Karten können aufgrund von Aktionen gezogen werden. Vor jedem neuen Zug müssen die Spieler ihre Handkartenanzahl auf drei reduzieren. Haben alle Spieler ihre drei Aktionensplättchen genutzt und die entsprechenden Karten gespielt, endet die Runde und die Aktionensplättchen  werden wieder eingesammelt. Die nächste Zugreihenfolge wird entsprechend der Staatenbundleiste aktualisiert.
Am Ende einer Ära werden erneut die gespielten Aktionensplättchen eingesammelt und die Zugreihenfolge an die Staatenbundleiste angepasst. Danach kommt es zu einer Produktionsphase, in der die verschiedenen im Netzwerk verbundenen Bauwerke und Tunnel Ressourcen (Tang, Stahlplastik, Wissenschaft, Credits und Biomasse) und Siegpunkte produzieren. Dabei ist die Produktion abhängig vom Status der Gebäude (einfach oder aufgewertet) und ihrer Anzahl pro Stadtkuppel (ein oder zwei Gebäude des gleichen Typs). Nach der Produktion müssen die Städte mit Nahrung versorgt werden, dabei muss jeder Spieler pro Stadtkuppel eine Ressource Tang oder Biomasse oder drei Lebenspunkte abgeben. Für den Start der neuen Ära wird das bisherige Ära-Kartendeck entfernt und durch das Deck der folgenden Ära ausgetauscht, die Spieler bekommen jeweils drei Karten der neuen Ära zu ihren Handkarten und wählen drei Karten aus, mit denen sie in der nächsten Ära weiterspielen wollen. Die Ära 2 und 3 werden gespielt wie die Ära 1, nur mit jeweils anderen Karten und mit nur drei statt vier Runden.

### Spielende und Wertung
Das Spiel endet nach der Produktionsphase zum Ende der dritten Ära. Wie in den beiden ersten Ären werden die Produktion durchgeführt und die Städte mit Nahrung versorgt. Danach folgt die Schlusswertung entsprechend der Wertungskarte. Die Spieler bekommen Siegpunkte entsprechend der an ihr Netzwerk angeschlossenen Metropolen, der vor ihnen ausliegenden Schlusswertungskarten sowie der Städte und Produktionseinrichtungen in ihrem Netzwerk. Zuletzt werden auch die noch vorhandenen Ressourcen in Siegpunkte verrechnet. Der Spieler, der am Ende die meisten Siegpunkte hat, gewinnt das Spiel.

## Entwicklung und Rezeption

### Ausgaben und Erweiterungen
Das Spiel Underwater Cities wurde von dem tschechischen Spieleautor Vladimír Suchý entwickelt und erschien 2018 in einer ersten englischsprachigen Auflage als erstes Spiel des tschechischen Verlags Delicious Games. In der Folge erschienen international Versionen des Spiels bei verschiedenen Verlagen, darunter 2019 eine deutschsprachige und eine französische Version ebenfalls bei Delicious Games sowie Versionen auf Spanisch (Arrakis Games), Tschechisch (MINDOK), Koreanisch, Russisch (Hobby World), Portugiesisch (Meeple BR Jogos), Polnisch (Portal Games), Japanisch (Suki Games) und Italienisch (MS Edizioni). Eine zweite englischsprachige Auflage erschien ebenfalls 2019 bei Rio Grande Games für den amerikanischen Markt sowie erneut bei Delicious Games für Europa.
Zur Einführung 2018 wurde zudem die Minierweiterung Biodome als Promo veröffentlicht, die aus einer einzelnen Karte und einer grünen Stadtkuppel besteht und dem Spieler, der zuerst eine dritte Stadtkuppel baut den Vorteil gewährt, seine Startstadt-Kuppel durch die grüne Stadtkuppel auszutauschen und sie damit unabhängig von einer Versorgung nach der Produktionsphase zu machen. 2019 erschien Underwater Cities: New Discoveries mit mehreren neuen Modulen, die im Spiel eingesetzt werden können.

### Rezeption
Das Spiel wurde 2019 beim Swiss Gamers Award nominiert und auf den ersten Platz gewählt. Beim Deutschen Spielepreis 2019 erreichte es den siebten Platz, zudem wurde es beim International Gamers Award und dem portugiesischen Spielepreis Jogo do Ano nominiert. Beim Kennerspiel des Jahres wurde das Spiel 2020 in die Empfehlungsliste aufgenommen.

## Belege
1. 1 2 3 4 5 6 7 8 9 10 11  Spieleanleitung Underwater Cities, Delicious Games 2019
2. ↑  About us auf deliciousgames.org; abgerufen am 23. Dezember 2019.
3. ↑  Versionen von Underwater Cities in der Spieledatenbank BoardGameGeek (englisch); abgerufen am 23. Dezember 2019.
4. ↑  Underwater Cities: Biodome Promo in der Spieledatenbank BoardGameGeek (englisch); abgerufen am 23. Dezember 2019.
5. ↑  Underwater Cities: New Discoveries in der Spieledatenbank BoardGameGeek (englisch); abgerufen am 23. Dezember 2019.
6. ↑  Ergebnisse 2018 zum Swiss Gamers Award; abgerufen am 23. Dezember 2019.
7. ↑  Flügelschlag gewinnt auch den Deutschen Spielepreis 2019 auf reich-der-spiele.de; abgerufen am 23. Dezember 2019.
8. ↑  2019 Nominees (Memento des Originals vom 10. Dezember 2019 im Internet Archive)  Info: Der Archivlink wurde automatisch eingesetzt und noch nicht geprüft. Bitte prüfe Original- und Archivlink gemäß Anleitung und entferne dann diesen Hinweis. zum International Gamers Award; abgerufen am 23. Dezember 2019.